# Sela pri Hinjah
Sela pri Hinjah so naselje v Občini Žužemberk.